# Étang d'Yrieux
L’étang d'Yrieux (ou lac d'Yrieux) est une étendue d'eau, d'origine naturelle, située sur la commune de Saint-Martin-de-Seignanx, dans le département français des Landes. Le lac est privé en son entier (la baignade et le canotage y sont donc interdits) et les rives qui l'entourent le sont aussi à la limite des plus hautes eaux. Par ailleurs, l'étang a un statut d'enclos piscicole dont la gestion est à l'entière discrétion des propriétaires. La pêche est strictement interdite depuis les rives. 

## Présentation
Les eaux de l’étang rejoignent celles du Boudigau au niveau du marais d'Orx ; un petit ruisseau existe entre l'étang d'Yrieux et l'étang de Beyres, cet endroit est nommé le "pont de la Nasse" par les locaux,.

## Intérêt écologique
En France métropolitaine, les zones humides couvrent 3 % du territoire mais hébergent un tiers des espèces végétales remarquables ou menacées, la moitié des espèces d'oiseaux et la totalité des amphibiens et poissons d'eau douce. Ce sont des lieux d'abri, de nourrissage et de reproduction pour de nombreuses espèces, indispensables à la reproduction des batraciens. Elles constituent des étapes migratoires, des lieux de reproduction et d'hivernage pour de nombreuses espèces d'oiseaux. Des rapaces assez rares y nichent également. Le rôle écologique des zones humides dans les Landes y est d'autant plus important que la majorité d’entre elles ont disparu à la suite des grands travaux d’assèchement entrepris sous Napoléon III dans le cadre de la loi du 19 juin 1857.

## Classement
L'étang d'Yrieux est un site naturel classé par l'arrêté ministériel du 16 décembre 1968 ; il est par la suite inclus dans le périmètre du site inscrit Étangs landais sud le 18 septembre 1969